# Protostyela
Protostyela is een geslacht van zakpijpen (Ascidiacea) uit de familie Styelidae en de orde Stolidobranchia.

## Soorten
- Protostyela heterobranchia Gray, 1868
- Protostyela longicauda Monniot C., Vazquez & White, 1995